# Палатный корпус с Петропавловской церковью (Новгород-Северский)
Палатный корпус с Петропавловской церковью — православный храм и памятник архитектуры национального значения в Новгород-Северском.

## История
Постановлением Совета Министров УССР от 24.08.1963 № 970 «Про упорядочение дела учёта и охраны памятников архитектуры на территории Украинской ССР» («Про впорядкування справи обліку та охорони пам'ятників архітектури на території Української РСР») присвоен статус памятник архитектуры республиканского значения с охранным № 850/3 под названием Палатный корпус с Петропавловской церковью.
Установлена информационная доска.

## Описание
Входит в комплекс Спасо-Преображенского монастыря и музея-заповедника «Слово о полку Игореве».
Палатный корпус с Петропавловской церковью — оригинальный памятник каменной архитектуры XVII века. Петропавловская церковь одна из двух первых каменных построек (вместе с Спасо-Преображенским собором) монастыря XII века. Палатный корпус был пристроен к церкви до XIV века, точная дата неизвестна. Преобразовывались вследствие перестроек вплоть до XVII века.
Кирпичное, оштукатуренное и побеленное, одноэтажное здание и состоит из палатного корпуса (кельи и трапезная) и церкви. Кельи — прямоугольные в плане, с полуциркульными сводами, покрытые двускатной железной кровлей. К кельям примыкает прямоугольный зал трапезной с системой крестовых перекрытий, которые опираются на стены и центральный столб с помощью подпружных арок. Далее восточнее трапезной примыкает прямоугольная в плане, одноярусная Петропавловская церковь с пятигранной апсидой с восточной стороны. Перекрытие церкви — система ступенчатых арок в два яруса, которые образуют переход к восьмигранному (восьмерик) барабану, увенчанному куполом с розеткой в зените. Вход в трапезную подчеркивает граненый ризалитом. Северный и восточный фасады сооружения украшены аркатурным фризом и оригинальным орнаментом, мотивы которого, вероятно, заимствованы из архитектуры домонгольского периода.